# Sangue total
O sangue total é o sangue humano a partir da doação de sangue padrão. É utilizado no tratamento da hemorragia maciça, em transfusão de troca, e quando as pessoas doam sangue para si. Uma unidade tem níveis de hemoglobina de cerca de 10 g/L. Uma prova cruzada normalmente é feita antes do sangue ser doado. A doação é feita por uma injecção numa veia.
Efeitos colaterais incluem reações alérgicas, tais como anafilaxia, ruptura de glóbulos vermelhos, alta de potássio no sangue, infecção, sobrecarga de volume, e lesão pulmonar. O sangue total é composto de glóbulos vermelhos, glóbulos brancos, plaquetas e plasma sanguíneo. Tem melhor qualidade dentro de um dia de coleta; no entanto, pode ser usado em até três semanas. O sangue é normalmente combinado com um anticoagulante e conservante durante o processo de coleta.
A primeira transfusão de sangue total foi em 1818; no entanto, o uso comum não começou até a Primeira e Segunda Guerra Mundial. Está na Lista de Medicamentos Essenciais da OMS, os medicamentos mais eficazes,  seguros e necessários em um sistema de saúde. Nos anos 1980, o custo de sangue total foi de cerca de 50 DÓLARES por unidade nos Estados Unidos. Não é mais comumente utilizado fora do mundo em desenvolvimento e militar. Ele é usado para fazer um número de produtos derivados do sangue , incluindo hemácias, concentrado de plaquetas, crioprecipitado, e congelado de plasma fresco.